# Nurse-Family Partnership
Nurse-Family Partnership ist der Name eines kompensatorischen Programmes in den Vereinigten Staaten.
Im Rahmen der Nurse-Family Partnership besuchen eigens dafür geschulte Krankenschwestern sozial schwache Frauen. Sie besuchen diese ungefähr einmal im Monat während der Schwangerschaft und so lange, bis ihr Kind zwei Jahre alt ist. Bei diesen Hausbesuchen klären sie über Gesundheitsfragen, wie die Gefahren von Alkohol- und Drogenkonsum in der Schwangerschaft, auf. Es wird besonders viel Wert darauf gelegt, das Fetale Alkoholsyndrom (FAS) zu vermeiden. Des Weiteren werden die Frauen über Familienplanung aufgeklärt und erhalten Informationen über Kindererziehung, Ausbildungsmöglichkeiten und den Arbeitsmarkt.
Das erste Nurse-Family-Partnership-Programm fand in Elmira, N.Y. statt. Es handelt sich um eine ländliche Gemeinde mit meist weißer Bevölkerung. Die Armutsquote ist sehr hoch, Teenagerschwangerschaften häufig. Das Programm richtete sich an schwangere Frauen mit niedrigem sozioökonomischem Status. Über die Hälfte von ihnen waren Teenager.
Das Nurse-Family-Partnership-Programm wurde evaluiert. Es wurde nach dem Zufallsprinzip eine Interventionsgruppe und eine Kontrollgruppe gebildet.
Als die Kinder der Frauen 15 Jahre alt waren, wurden die Ergebnisse evaluiert. Folgendes zeigte sich:
- Die Kinder waren seltener straffällig geworden
- unter den Töchtern waren mit 15 Jahren weniger selbst schon schwanger gewesen
- Sie waren weniger verhaltensauffällig
- Sie rauchten weniger häufig und tranken weniger Alkohol
- Im Alter von sechs Jahren waren sie häufiger schulreif (improved school readiness)

Bei den Müttern zeigten sich folgende positive Effekte:
- Sie wurden weniger häufig ungewollt schwanger
- Sie waren weniger häufig von der Sozialhilfe abhängig[1][2]

Das Programm kostet ungefähr $9.140 pro Frau, doch es spart ein Vielfaches dieser Summe ein. Das Nurse-Family-Partnership-Programm gibt es heute in 25 Staaten der USA.